# Charles-Maurice de Broglie
 (septembre 2022).

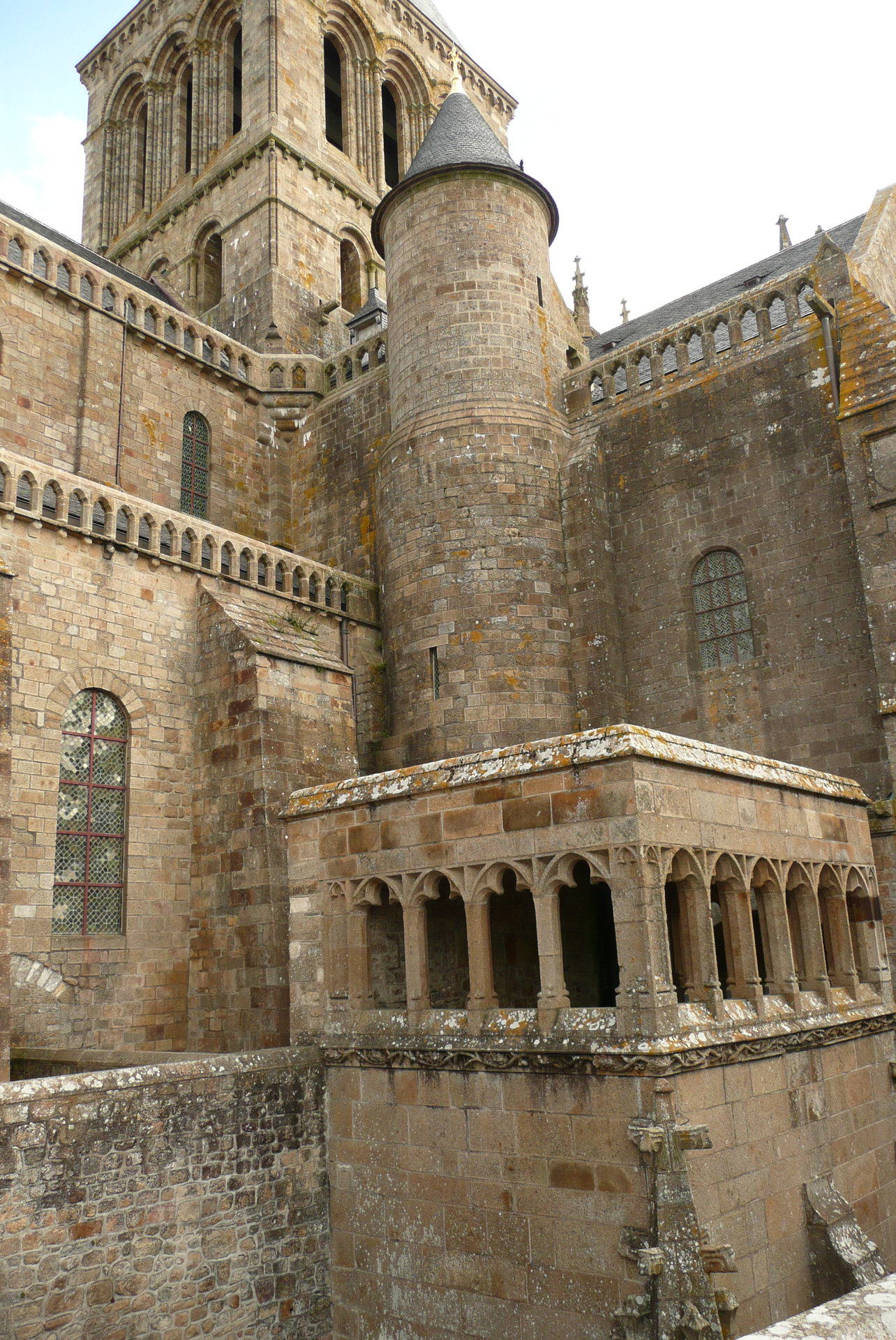
Le Mont Saint-Michel.

Charles-Maurice de Broglie, né le 4 octobre 1682 et mort le 21 avril 1766 à  Baume-les-Moines, est un religieux français faisant partie de l'ordre de Saint-Jean de Jérusalem, quarante-neuvième abbé du Mont Saint-Michel, à partir de 1721.

## Biographie
Il est le sixième fils de Victor-Maurice de Broglie, maréchal de France en 1724, et de Marie de Lamoignon (1645-1733). 
Docteur en théologie, il est membre de l'ordre de Saint-Jean de Jérusalem (présente ses vœux le 24 octobre 1701), abbé commendataire des Vaux de Cernay (en 1712, diocèse de Paris), de Baume-les-Messieurs (diocèse de Besançon) et du Mont-Saint-Michel.
Il est nommé deux fois agent général du clergé de France en 1710 par la province ecclésiastique d'Albi et en 1715 par la province ecclésiastique d'Embrun il termine  son mandat en 1720.
Appelé en 1721, par nomination royale, à recueillir le riche bénéfice de Karq de Bebembourg, il fut préconisé dans le consistoire du 16 juillet de la même année. Le concordat adopté sous son prédécesseur fut la règle de ses rapports avec ses religieux. Les revenus de l’abbaye s’élevaient alors à 46 331 livres. Les 27 000 livres appartenant à l’abbé se trouvaient réduites, les charges défalquées, à 18 000 livres. Les revenus du monastère, qui devait compter vingt-quatre religieux, n’égalaient pas cette somme, déduction faite des rentes et des obligations dont la mense conventuelle était grevée.
Rien ne troubla d’abord l’accord amiable et tacite qui exista entre le monastère et son abbé, connu à la cour et dans tous les mémoires du temps sous le nom du « grand abbé » ; mais les moines ayant voulu usurper la nomination aux bénéfices, malgré les droits de leur chef et l’intervention de leurs supérieurs, la contestation fut portée devant le conseil privé, et tranchée par un arrêt rendu sur les conclusions du commendataire. L’abbé de Broglie se laissa cependant toucher par les protestations et les prières de ses religieux, et leur abandonna la présentation aux cures de Saint-Pierre-du-Mont-Saint-Michel, de Saint-Pierre-de-Boucey, de Curey, de Saint-Sulpice-de-Macey, de Servon, de Notre-Dame-d’Ardevon, de Saint-Pierre-d’Huisnes, de Beauvoir, de Saint-Martin-d’Espas, de la Chapelle Hamelin, de Genêts, de Saint-Michel-des-Loups et de Bacilly, se réservant la disposition de tous les autres bénéfices.
Le président Hénault a fait le portrait de l'abbé de Broglie, ecclésiastique original, qui respectait la lettre des devoirs de son état en s’affranchissant absolument de leur esprit : « Il était intrigant sans ambition, et indécent sans qu’on eût rien à reprocher à ses mœurs. » Il ne tirait parti de ces ressources d’esprit et de cette absence de scrupules ni pour son profit ni pour son plaisir personnel, mais pour servir les intérêts de sa famille. De l’abbaye de Vaux en Cernay, tout proche de Versailles, dont il était titulaire, et où il affectait parfois de faire de longues retraites, il s’était ménagé les moyens d’être toujours averti à temps de tout ce qui se passait à la cour, et il était à portée d’accourir dès que sa présence était réclamée. La tactique qu’il mettait, à cet effet, en œuvre dans des lettres aux divers ministres assaisonnées d’un mélange de réflexions judicieuses et de rapprochements inattendus, de propos pieux et de railleries d’un sel caustique, de passages de l’Écriture et de saillies d’un goût douteux lui avaient fait la réputation du plus amusant des causeurs, mais du plus redouté des critiques[réf. nécessaire]. 
En décembre 1750, l'abbé de Broglie aurait contribué à la nomination comme chancelier sans les sceaux de son cousin, Guillaume Lamoignon de Blancmesnil.  
Quatre mille volumes environ sur tous les sujets, et particulièrement sur les matières ecclésiastiques qu’il connaissait à fond, formaient sa bibliothèque.